# West-Berlijn
West-Berlijn is het westelijke gedeelte van Berlijn, ter onderscheiding met Oost-Berlijn in de tijd dat West- en Oost-Duitsland aparte landen waren. De politieke scheiding van Berlijn begon in 1948 in de vorm van vier geallieerde sectoren, waarvan er drie het latere West-Berlijn besloegen. Vanaf 1949 tot 1990 bestond West-Berlijn als één gebied. De officiële benaming van West-Berlijn was Berlin (West); de DDR hanteerde de naam Westberlin, terwijl zij voor Oost-Berlijn de naam Berlin, Hauptstadt der DDR gebruikte.

## Geschiedenis

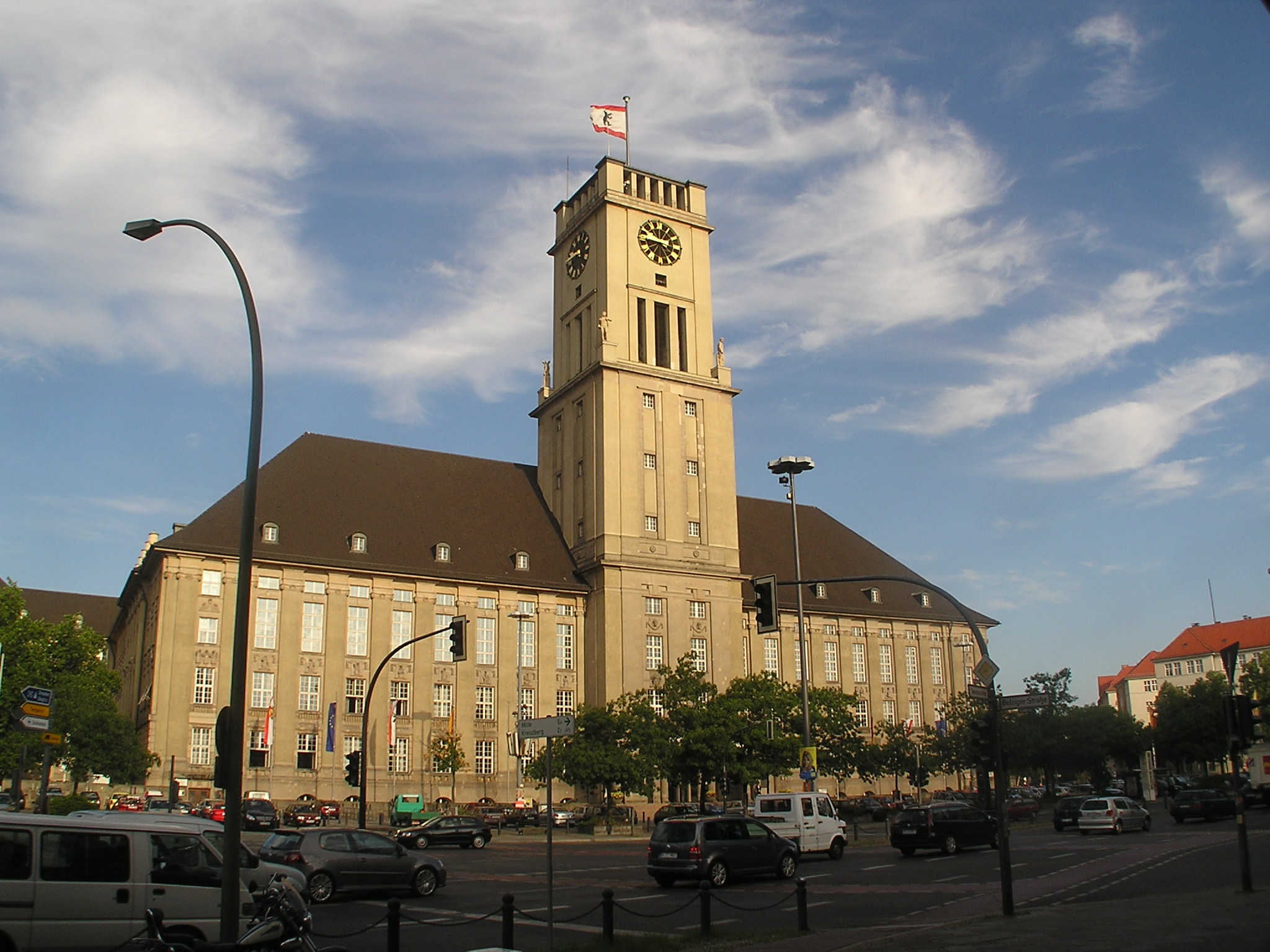
Het Rathaus Schöneberg was het politieke centrum van West-Berlijn en de locatie van John F. Kennedy's beroemde Ich bin ein Berliner-toespraak

Berlijn werd na afloop van de Tweede Wereldoorlog bezet door de geallieerde troepen van Frankrijk, Groot-Brittannië en de Verenigde Staten in het westen en de Sovjet-Unie in het oostelijke deel. Deze machten verdeelden de stad in vier sectoren. De drie westelijke sectoren vormden West-Berlijn, de oostelijke sector was Oost-Berlijn.
Berlijn lag midden in de Sovjet-bezettingszone van Duitsland. Toen in de westelijke sectoren de D-mark werd ingevoerd, verklaarde Stalin dat dat in strijd was met de gezamenlijke afspraken. Als reactie hierop sloot hij de verbindingen tussen de Westelijke sectoren van Berlijn en West-Duitsland af en startte daarmee de blokkade van Berlijn. De westelijke geallieerden reageerden daarop door een luchtbrug in te stellen: alle goederen die de stad nodig had werden met vliegtuigen aangevoerd. Op 12 mei 1949 werd de blokkade opgeheven. De enclave West-Berlijn bleef nu vanuit West-Duitsland via de grensovergang Helmstedt-Marienborn langs een 170 kilometer lange route bereikbaar.
In 1949 werd de Bondsrepubliek Duitsland (West-Duitsland) opgericht. Volgens de West-Duitse grondwet was Berlijn een deelstaat van de Bondsrepubliek. De vier bezettende machten accepteerden dit onderdeel van de grondwet niet. West-Berlijn was daarom geen constitutioneel deel van de Bondsrepubliek Duitsland. Het parlement van de Bondsrepubliek in Bonn kon geen wetten voor West-Berlijn aannemen, dit moest door het Berlijnse Huis van Afgevaardigden gedaan worden. West-Berlijnse burgers hadden andere identiteitsbewijzen dan burgers van de Bondsrepubliek en mannen die in West-Berlijn woonden, hadden geen dienstplicht in de Bundeswehr, hetgeen West-Berlijn voor jonge West-Duitse mannen tot een populaire woonplaats maakte.
West-Berlijn vormde een enclave binnen de DDR en de facto was het een West-Duitse exclave. Het behoorde niet toe aan de DDR, dat het gebied geheel omsloot, en burgers van West-Duitsland en burgers van West-Berlijn waren vrij tussen deze twee gebieden heen en weer te reizen.

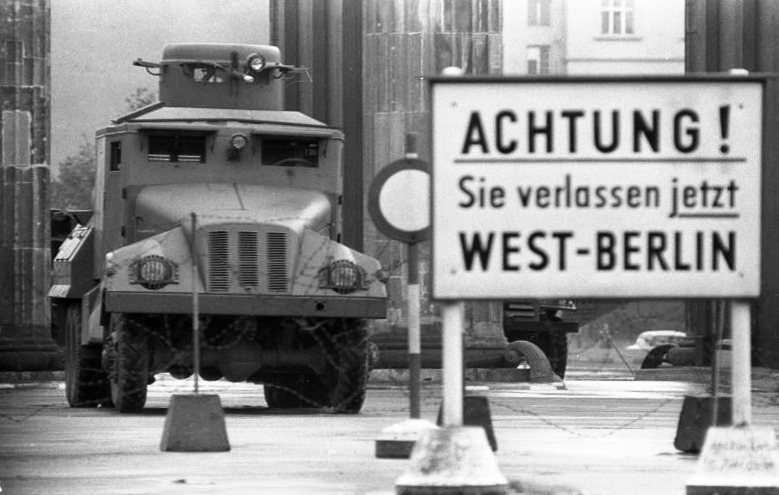
De bouw van de Berlijnse Muur in de buurt van de Brandenburger Tor

Van 13 augustus 1961 tot 9 november 1989 was West-Berlijn van Oost-Berlijn en de DDR gescheiden door de Berlijnse Muur. De Muur had een aantal grensovergangen, waarvan Checkpoint Charlie de bekendste is. Er was ook trein- en S-Bahn-verkeer mogelijk. De grensformaliteiten voor S-Bahn-passagiers werden uitgevoerd op station Friedrichstraße. Deze grensovergangen konden door West-Duitsers en West-Europeanen vrijelijk worden gebruikt. West-Berlijners daarentegen konden pas vanaf het in werking treden van het Viermogendhedenakkoord in 1972 Oost-Berlijn bezoeken. Voor de meeste Oost-Duitsers (behalve bejaarden) bleef de grens gesloten.
Sinds die Wende van 1989/1990 werden Oost- en West-Berlijn weer tot één stad samengevoegd. Met het verdwijnen van de Muur en de bestuurlijke verschillen zijn de verschillen in geschiedenis en ontwikkeling van vier decennia niet verdwenen. In veel opzichten is West-Berlijn nog steeds duidelijk te onderscheiden van Oost-Berlijn, ook al heeft men veel moeite gedaan alle restanten van de scheiding zo veel mogelijk weg te poetsen. De betekenis van West-Berlijn binnen de stad is sinds de hereniging afgenomen; het centrum van het voormalige Oost-Berlijn, Berlin-Mitte, heeft zijn functie als stadscentrum van Berlijn weer teruggekregen.

## Stadsdistricten

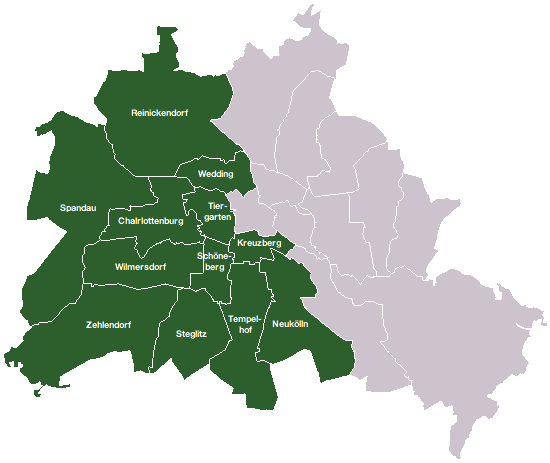
De stadsdistricten van West-Berlijn in 1990

Kaart van West-en Oost-Berlijn, grensovergangen, metro-netwerken (een interactieve kaart)

West-Berlijn bestond in 1990 uit de volgende stadsdistricten:
- Amerikaanse sector
  - Kreuzberg
  - Neukölln
  - Tempelhof
  - Schöneberg
  - Steglitz
  - Zehlendorf
- Britse sector
  - Tiergarten
  - Charlottenburg
  - Wilmersdorf
  - Spandau
- Franse sector
  - Reinickendorf
  - Wedding

## Burgemeesters van West-Berlijn
| Oberbürgermeister van Groot-Berlijn (vanaf 30 november 1948 alleen West-Berlijn) | Oberbürgermeister van Groot-Berlijn (vanaf 30 november 1948 alleen West-Berlijn) | Oberbürgermeister van Groot-Berlijn (vanaf 30 november 1948 alleen West-Berlijn) | Oberbürgermeister van Groot-Berlijn (vanaf 30 november 1948 alleen West-Berlijn) | Oberbürgermeister van Groot-Berlijn (vanaf 30 november 1948 alleen West-Berlijn) | Oberbürgermeister van Groot-Berlijn (vanaf 30 november 1948 alleen West-Berlijn) | Oberbürgermeister van Groot-Berlijn (vanaf 30 november 1948 alleen West-Berlijn) | Oberbürgermeister van Groot-Berlijn (vanaf 30 november 1948 alleen West-Berlijn) | Oberbürgermeister van Groot-Berlijn (vanaf 30 november 1948 alleen West-Berlijn) |
| Naam                                                                             | Partij                                                                           | Begin                                                                            | Eind                                                                             |                                                                                  |                                                                                  |                                                                                  |                                                                                  |                                                                                  |
| -------------------------------------------------------------------------------- | -------------------------------------------------------------------------------- | -------------------------------------------------------------------------------- | -------------------------------------------------------------------------------- | -------------------------------------------------------------------------------- | -------------------------------------------------------------------------------- | -------------------------------------------------------------------------------- | -------------------------------------------------------------------------------- | -------------------------------------------------------------------------------- |
| Ferdinand Friedensburg (waarnemend)                                              | CDU                                                                              | 14 augustus 1948                                                                 | 1 december 1948                                                                  |                                                                                  |                                                                                  |                                                                                  |                                                                                  |                                                                                  |
| Ernst Reuter                                                                     | SPD                                                                              | 7 december 1948                                                                  | 11 januari 1951                                                                  |                                                                                  |                                                                                  |                                                                                  |                                                                                  |                                                                                  |
| Regierender Bürgermeister van de deelstaat Berlijn                               |                                                                                  |                                                                                  |                                                                                  |                                                                                  |                                                                                  |                                                                                  |                                                                                  |                                                                                  |
| Naam                                                                             | Partij                                                                           | Begin                                                                            | Eind                                                                             |                                                                                  |                                                                                  |                                                                                  |                                                                                  |                                                                                  |
| Ernst Reuter                                                                     | SPD                                                                              | 11 januari 1951                                                                  | 29 september 1953                                                                |                                                                                  |                                                                                  |                                                                                  |                                                                                  |                                                                                  |
| Walther Schreiber                                                                | CDU                                                                              | 22 oktober 1953                                                                  | 11 januari 1955                                                                  |                                                                                  |                                                                                  |                                                                                  |                                                                                  |                                                                                  |
| Otto Suhr                                                                        | SPD                                                                              | 11 januari 1955                                                                  | 30 augustus 1957                                                                 |                                                                                  |                                                                                  |                                                                                  |                                                                                  |                                                                                  |
| Franz Amrehn (waarnemend)                                                        | CDU                                                                              | 30 augustus 1957                                                                 | 3 oktober 1957                                                                   |                                                                                  |                                                                                  |                                                                                  |                                                                                  |                                                                                  |
| Willy Brandt                                                                     | SPD                                                                              | 3 oktober 1957                                                                   | 1 december 1966                                                                  |                                                                                  |                                                                                  |                                                                                  |                                                                                  |                                                                                  |
| Heinrich Albertz                                                                 | SPD                                                                              | 1 december 1966                                                                  | 19 oktober 1967                                                                  |                                                                                  |                                                                                  |                                                                                  |                                                                                  |                                                                                  |
| Klaus Schütz                                                                     | SPD                                                                              | 19 oktober 1967                                                                  | 2 mei 1977                                                                       |                                                                                  |                                                                                  |                                                                                  |                                                                                  |                                                                                  |
| Dietrich Stobbe                                                                  | SPD                                                                              | 2 mei 1977                                                                       | 23 januari 1981                                                                  |                                                                                  |                                                                                  |                                                                                  |                                                                                  |                                                                                  |
| Hans-Jochen Vogel                                                                | SPD                                                                              | 23 januari 1981                                                                  | 11 juni 1981                                                                     |                                                                                  |                                                                                  |                                                                                  |                                                                                  |                                                                                  |
| Richard von Weizsäcker                                                           | CDU                                                                              | 11 juni 1981                                                                     | 9 februari 1984                                                                  |                                                                                  |                                                                                  |                                                                                  |                                                                                  |                                                                                  |
| Eberhard Diepgen                                                                 | CDU                                                                              | 9 februari 1984                                                                  | 16 maart 1989                                                                    |                                                                                  |                                                                                  |                                                                                  |                                                                                  |                                                                                  |
| Walter Momper                                                                    | SPD                                                                              | 16 maart 1989                                                                    | 24 januari 1991                                                                  |                                                                                  |                                                                                  |                                                                                  |                                                                                  |                                                                                  |

Op 24 januari 1991 werd Eberhard Diepgen Regierender Bürgermeister van geheel Berlijn.

## Geboren
- Frank Wormuth (1960), Duits voetbaltrainer en voormalig profvoetballer
- Andreas Keller (1965), Duits hockeyer
- Ellen Allien (1968), Duits dj
- Victor Kraatz (1971), Canadees kunstschaatser
- Niko Kovač (1971), Kroatisch voetballer en voetbaltrainer
- Leon Balogun (1988), Nigeriaans voetballer
- Sonja Gerhardt, (1989), Duits actrice

## Overleden
- Erwin Gohrbandt (overleden 1965), Duits medicus en hoogleraar